# Municipio de Blaine (Míchigan)
El municipio de Blaine (en inglés: Blaine Township) es un municipio ubicado en el condado de Benzie en el estado estadounidense de Míchigan. En el Censo de 2010 tenía una población de 551 habitantes y una densidad poblacional de 0,01 personas por km².

## Geografía
Blaine se encuentra ubicado en las coordenadas 44°33′57″N 86°11′10″O / 44.56583, -86.18611. Según la Oficina del Censo de los Estados Unidos, Blaine tiene una superficie total de 54.3 km², de la cual 50,3 km² corresponden a tierra firme y (7.39 %) 4km² es agua.

## Demografía
Según el censo de 2010, había 551 personas residiendo en Blaine. La densidad de población era de 0,01 hab./km². De los 551 habitantes, Blaine estaba compuesto por el 94,37 % blancos, el 0,36 % eran afroamericanos, el 0,36 % eran amerindios, el 4,54 % eran de otras razas y el 0,36 % eran de una mezcla de razas. Del total de la población el 7,08 % eran hispanos o latinos de cualquier raza.